# Unité urbaine de Vic-sur-Aisne
L'unité urbaine de Vic-sur-Aisne est une ancienne unité urbaine française centrée sur Vic-sur-Aisne, commune du sud-ouest du département de l'Aisne.

## Situation géographique
L'unité urbaine de Vic-sur-Aisne est située dans le sud-ouest du département de l'Aisne, dans l'arrondissement de Soissons. Elle est située à l'ouest de la région Grand Est et au nord de l'Île-de-France, dans la région des Hauts-de-France.
Traversée par la route nationale 31, Vic-sur-Aisne est le centre urbain principal de sa petite agglomération et des communes alentour.
Elle est située à 16 km de Soissons, sous-préfecture de l'arrondissement, à 41 km de Laon, préfecture du département de l'Aisne.

## Données générales
En 2010, selon l'INSEE, l'unité urbaine de Vic-sur-Aisne est composée de deux communes, toutes situées dans le département de l'Aisne, plus précisément dans l'arrondissement de Soissons.
En 2022, avec 2 243 habitants, elle constitue la vingt-deuxième unité urbaine du département de l'Aisne, se classant loin après les unités urbaines de Saint-Quentin (1er rang départemental) et de Soissons (2e rang départemental) et de Laon (3e rang départemental). Elle est la onzième petite unité urbaine du département, derrière celle du Nouvion-en-Thiérache et de Venizel mais elle devance celle de Marle et de Braine dans le département de l'Aisne.
En 2022, sa densité de population qui s'élève à 175 hab/km2 en fait une unité urbaine densément peuplée mais nettement moins élevée que celles de Saint-Quentin (1 281 hab/km2) et de Soissons (766 hab/km2).
Lors de la révision des unités urbaines de 2020, l'unité urbaine de Vic-sur-Aisne disparait et elle n'est pas conservée par rapport aux nouvelles unités urbaines définies par l'INSEE.

## Délimitation de l'unité urbaine de 2010
En 2010, l'INSEE a procédé à une révision des délimitations des unités urbaines de la France ; celle de Vic-sur-Aisne a été amputée de trois communes (Courtieux, Ressons-le-Long et Montigny-Lengrain) et compte maintenant deux communes urbaines au lieu de cinq lors du zonage de 1999.

### Liste des communes
La liste ci-dessous comporte les communes appartenant à l'unité urbaine de Vic-sur-Aisne selon la nouvelle délimitation de 2010 et sa population municipale en 2017 :
| Code Insee | Nom           | Type         | Superficie (km2) | Population (hab.) | Densité (hab./km2) |
| ---------- | ------------- | ------------ | ---------------- | ----------------- | ------------------ |
| 02071      | Berny-Rivière | Banlieue     | 7,87             | 651               | 82,7               |
| 02795      | Vic-sur-Aisne | Ville-centre | 5,23             | 1 645             | 314,5              |

## Évolution démographique
L'unité urbaine de Vic-sur-Aisne affiche une évolution démographique croissante jusqu'à une stabilisation à partir de 1999. Elle compte 1 827 habitants en 1968. Après avoir passé le seuil démographique des 2 000 habitants en 1982, elle atteint les 2 373 habitants en 1999, mais cette évolution démographique se stabilise, elle décroit cependant pour arriver à 2 296 habitants en 2017.
| 1968  | 1975  | 1982  | 1990  | 1999  | 2007  | 2012  | 2017  |
| ----- | ----- | ----- | ----- | ----- | ----- | ----- | ----- |
| 1 827 | 1 972 | 2 165 | 2 303 | 2 373 | 2 311 | 2 382 | 2 296 |